# Zipser Magura

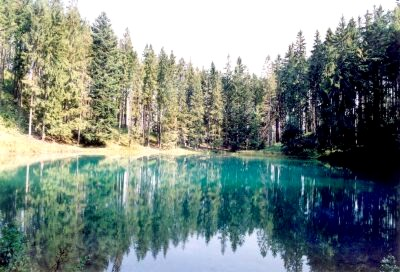
Bergsee Jezerské jazero

Die Zipser Magura (slowakisch Spišská Magura, polnisch Magura Spiska) ist ein vorwiegend bewaldetes Gebirge in der Ostslowakei sowie im Südosten Polens und stellt ein relativ niedriges Zwischenstück des Karpatenhauptkammes dar. Es ist nach der Region Zips benannt, in der es beiderseits der Grenze liegt.

## Lage
Das Gebirge liegt nördlich der Belianske Tatry (slowakisch Belianske Tatry), südlich der Pieninen und westlich des Pogórze Bukowińskie im Gebirgszug des Pogórze Spisko-Gubałowskie, konkret seines östlichen Teils Pogórze spiskie. Es hat den Charakter eines Mittelgebirges. Geomorphologisch lässt es sich in zwei Teile, Repisko (polnisch Rzepisko, deutsch Reps) im Südwesten und Veterný vrch (deutsch Kalte Blöße) im Norden, einteilen. Die höchste Erhebung stellt mit 1259 m n.m. der Repisko dar. Auf polnischer Seite ist der höchste Berg der Kuraszowski Wierch mit 1040 m n.p.m. Die relativ abgeschiedene gelegene Zipser Magura ist im Gegensatz zu den anderen Gebirgszügen des Pogórze Spisko-Gubałowskie sehr dünn besiedelt.

## Naturschutz
Auf slowakischer Seite gehören Teile des Zipser Magura zum Tatra-Nationalpark. Auf polnischer Seite werden einige Gebiete als Naturschutzreservate geschützt, so zum Beispiel im Naturreservat Niebieska Dolina.

## Nachweise
- Witold Henryk Paryski, Zofia Radwańska-Paryska: Wielka encyklopedia tatrzańska. Wydawnictwo Górskie, Poronin 2004, ISBN 83-7104-009-1.